# Alekséi Leónov
Alekséi Arjípovich Leónov (Listvianka, 30 de mayo de 1934-Moscú, 11 de octubre de 2019) fue un piloto, ingeniero y cosmonauta soviético-ruso, conocido por realizar el primer paseo espacial el 18 de marzo de 1965.
En julio de 1975, Leónov comandó la cápsula Soyuz en la misión Apollo-Soyuz, que se acopló en el espacio durante dos días con una cápsula Apollo estadounidense.
Leonov fue dos veces Héroe de la Unión Soviética (1965, 1975), Mayor General de la Fuerza Aérea de Rusia (1975), ganador del Premio Estatal de la URSS (1981) y miembro del Consejo Supremo del partido Rusia Unida (2002-2019).

## Biografía
Leonov nació el 30 de mayo de 1934 en Listvyanka, Krai de Siberia Occidental, RSFS de Rusia, en una familia rusa.  Su abuelo se había visto obligado a trasladarse a Siberia por su papel en la Revolución rusa de 1905. Alexei fue el octavo de los nueve hijos supervivientes de Yevdokia née  Sotnikova y Arkhip.  Su padre era electricista y minero.
En 1936, su padre fue arrestado y declarado "enemigo del pueblo". Leonov escribió en su autobiografía: "No estaba solo: muchos fueron arrestados. Era parte de un esfuerzo concienzudo de las autoridades para erradicar a cualquiera que mostrara demasiada independencia o fuerza de carácter. Eran los años de las purgas de Stalin. Muchos desaparecieron en gulags remotos y nunca más se los volvió a ver".
La familia se mudó a casa de una de sus hermanas casadas en Kemerovo. Su padre se reunió con la familia en Kemerovo después de ser liberado. Fue compensado por su encarcelamiento injusto.  Leonov utilizó el arte como una forma de proporcionar más alimentos a la familia. Comenzó su carrera artística dibujando flores en hornos y más tarde pintó paisajes en lienzos.
El gobierno soviético alentó a sus ciudadanos a mudarse a la Prusia ocupada por los soviéticos, por lo que en 1948 su familia se mudó a Kaliningrado. Leonov se graduó de la escuela secundaria (n.º 21) en 1953.  Solicitó ingresar a la Academia de Artes en Riga (Letonia), pero decidió no asistir debido a los altos costos de matrícula. Leonov decidió unirse a una escuela preparatoria de vuelo ucraniana en Kremenchug. Hizo su primer vuelo en solitario en mayo de 1955. Mientras se entregaba a su pasión por el arte estudiando a tiempo parcial en Riga, Leonov comenzó un curso avanzado de dos años para convertirse en piloto de combate en la Escuela Superior de Pilotos de la Fuerza Aérea en Chuguev en la República Socialista Soviética de Ucrania.
El 30 de octubre de 1957, Leonov se graduó con honores y fue nombrado teniente del 113.º Regimiento de Aviación Paracaidista, parte de la 10.ª División de Ingeniería de Aviación del 69.º Ejército del Aire en Kiev.  El 13 de diciembre de 1959, se casó con Svetlana Pavlovna Dozenko.  Al día siguiente se trasladó a Alemania del Este para su nueva asignación con el 294.º Regimiento de Reconocimiento del 24.º Ejército del Aire.

## Semblanza

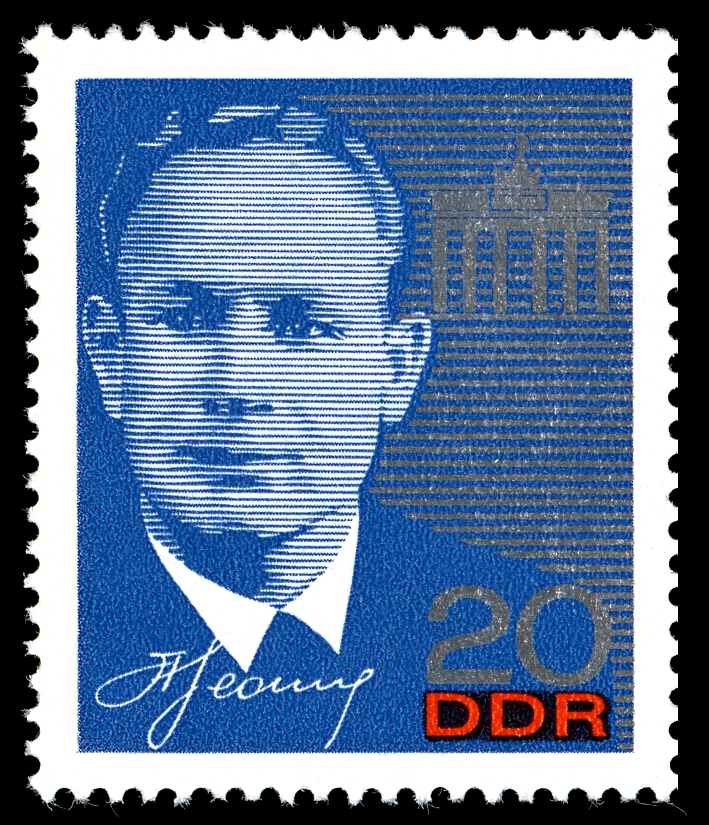
Leónov en un sello de la RDA

Leónov fue uno de los veinte pilotos de la Fuerza Aérea Soviética seleccionado para formar parte del primer grupo de cosmonautas en 1960. Como todos los cosmonautas soviéticos, Leónov fue miembro del Partido Comunista de la Unión Soviética (PCUS).
Su paseo espacial debía realizarse originalmente en la misión Vosjod 1, pero fue cancelada, por lo que el acontecimiento histórico se produjo durante el vuelo de la Vosjod 2. Estuvo fuera de la nave durante 12 minutos y nueve segundos el 18 de marzo de 1965, unido con la misma por una correa de 5,35 metros. Al final de la caminata espacial, el traje espacial de Leonov se había inflado en el vacío del espacio hasta el punto en que no podía volver a entrar en la esclusa de aire.  Abrió una válvula para permitir que parte de la presión del traje se liberara y apenas pudo regresar a la cápsula. Durante la misión, Leonov dibujó un pequeño boceto de un amanecer orbital, produciendo la primera obra de arte jamás realizada en el espacio exterior. Leonov había pasado dieciocho meses recibiendo entrenamiento de ingravidez para la misión. 
En 1968, Leonov fue seleccionado para ser comandante de un vuelo circunlunar de la Soyuz 7K-L1. Éste se canceló debido a los retrasos en la consecución de un vuelo circunlunar fiable (sólo los posteriores Zond 7 y Zond 8 del programa tuvieron éxito) y la misión Apolo 8 ya había logrado ese paso en la Carrera Espacial. También fue seleccionado para ser la primera persona soviética en aterrizar en la Luna, a bordo de la nave LOK/N1. Este proyecto también fue cancelado. (El diseño requería un paseo espacial entre vehículos lunares, algo que contribuyó a su selección). Leonov iba a ser comandante de la misión Soyuz 11 de 1971 a Salyut 1, la primera estación espacial tripulada, pero su tripulación fue sustituida por la de reserva tras sospecharse que uno de sus miembros, el cosmonauta Valery Kubasov, había contraído tuberculosis (el otro miembro era Pyotr Kolodin).
Leónov pudo haber mandado la siguiente misión a la Salyut 1, pero también fue cancelada después de la muerte de los miembros de la tripulación de la Soyuz 11, perdiéndose además la estación. Los siguientes dos Salyut (en realidad la estación militar Almaz) se perdieron en el lanzamiento. A partir de la Salyut 4, Leónov fue trasladado a proyectos más prestigiosos.
El segundo viaje al espacio de Leónov fue igualmente significativo: fue el comandante de la mitad soviética de la misión Apolo-Soyuz —la Soyuz 19— la primera misión espacial conjunta entre la Unión Soviética y los Estados Unidos.Durante el proyecto, Leonov entabló una amistad duradera con el comandante estadounidense Thomas P. Stafford, siendo Leonov el padrino de los hijos pequeños de Stafford. Stafford pronunció un panegírico en ruso en el funeral de Leonov en octubre de 2019.

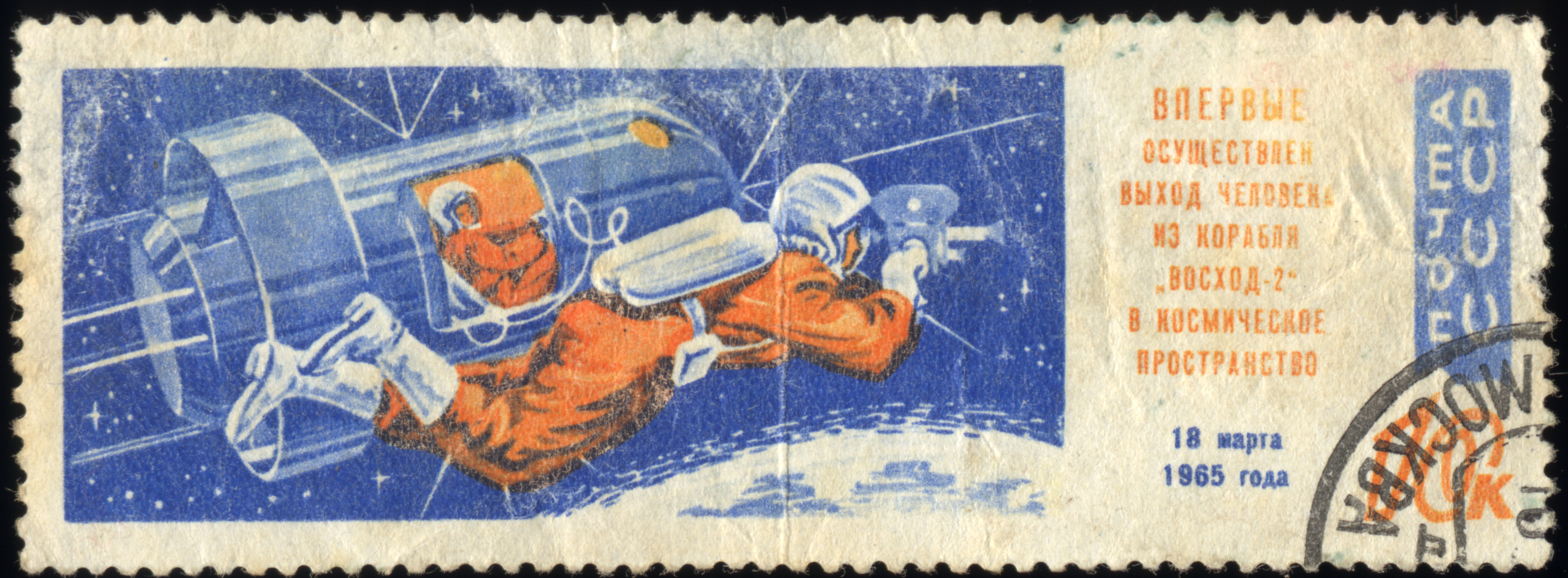
Alekséi Leónov en la estampilla de 10 kopeks, 1965

De 1976 a 1982, Leónov fue el comandante del equipo de cosmonautas y director adjunto del Centro de Entrenamiento de Cosmonautas Yuri Gagarin, donde supervisó la formación de las tripulaciones. También editó el periódico de los cosmonautas Neptuno. Se retiró en 1991.

## Vida posterior y muerte
Leónov fue un artista consumado que publicó libros que incluyen álbumes de sus obras artísticas y las obras que hizo en colaboración con su amigo Andréi Sokolov. Leónov llevó lápices de colores y papel al espacio, donde esbozó la Tierra y dibujó retratos de los astronautas del Apolo que viajaron con él durante el proyecto Apolo-Soyuz. Arthur C. Clarke escribió en sus notas de 2010: Odisea dos que, después de ver una proyección en 1968 de 2001: A Space Odyssey, Leónov le señaló que la alineación de la Luna, la Tierra y el Sol que se muestra en la apertura de la película es esencialmente la misma que la que aparece en la pintura de 1967 de Leónov acerca de la Luna, aunque el encuadre diagonal de la pintura no se repitió en la película. Clarke tuvo colgado en la pared de su oficina un bosquejo autografiado de esta pintura, realizado por Leónov después de la proyección.Clarke dedicó 2010: Odyssey Two a Leonov y al físico soviético Andrei Sakharov. La nave espacial ficticia del libro se llama Cosmonauta Alexei Leonov.
En 2001, fue uno de los vicepresidentes de la sede en Moscú del Alfa Bank y asesor del vicepresidente primero en el Consejo.
En 2004, Leónov y el astronauta estadounidense David Scott comenzaron a trabajar en una historia doble de la carrera espacial entre Estados Unidos y la Unión Soviética. Bajo el título Las dos caras de la Luna: Nuestra Historia de la Carrera Espacial en la Guerra Fría, que se publicó en 2006. Neil Armstrong y Tom Hanks escribieron la introducción al libro.
Leónov también colaboró en el libro de 2007 Ese mar silencioso de Colin Burgess y Francis French, que describe su vida y su carrera en la exploración espacial y fue asesor en la película de 2017 Vremia Pervyj en la que se relata su paseo espacial.
Falleció el 11 de octubre de 2019 en el Hospital Burdenko de Moscú, tras una larga enfermedad.
Leonov falleció en Moscú el 11 de octubre de 2019 tras una larga enfermedad. Su funeral tuvo lugar el 15 de octubre. Tenía 85 años y era el último miembro vivo de los cinco cosmonautas del programa Vosjod. Le sobrevivieron su esposa Svetlana Dozenko, su hija Oksana y dos nietos; su otra hija, Viktoria, murió en 1996.
En la isla de La Palma (islas Canarias), donde está el Gran Telescopio Canarias - GTC (10.4 m), el mayor telescopio óptico del mundo, Alexéi Leónov inauguró en 2016, junto a Stephen Hawking y acompañado por Brian May, profesor de astrofísica (y guitarrista de Queen), el "Paseo de las estrellas de la ciencia" en su avenida marítima, donde cada año se añade una placa con el nombre de un destacado científico.

## Eponimia
- El cráter lunar Leonov lleva este nombre en su memoria.[33]
- El asteroide (9533) Aleksejleonov también conmemora su nombre.[34]